# Villa Borri

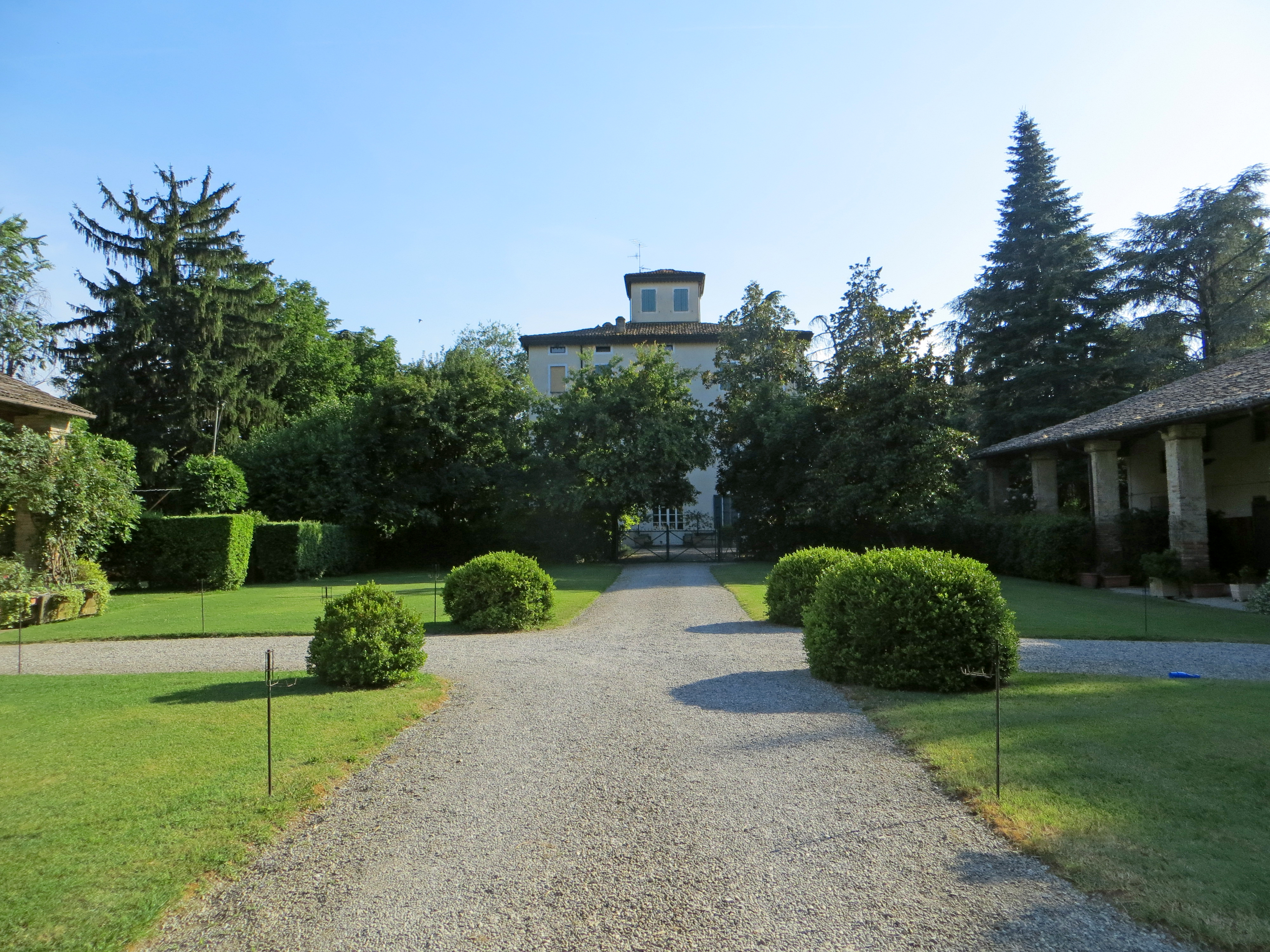
Villa Borri in Montechiarugolo, Hauptfassade

Die Villa Borri ist ein Landhaus im Stile der Renaissance und des Barock. Es liegt in der Via XXV Aprile 20 in Basilicagoiano, einem Ortsteil von Montechiarugolo in der italienischen Region Emilia-Romagna.

## Geschichte
Die Villa ließ wahrscheinlich der Adlige Bernardo Borri gegen Ende des 16. Jahrhunderts auf Land bauen, das seiner Familie spätestens seit 1415 gehörte. Ursprünglich war das Gebäude ein Herren- und Jagdhaus.
Im 17. Jahrhundert wurde einige Innenräume mit barocken Fresken dekoriert und die Fassade mit einem kleinen Balkon in der Mitte des 1. Obergeschosses versehen.
Das Landhaus, das heute noch gegenüber dem originalen Bau fast unverändert erhalten ist, gehört immer noch der Familie Borri.

## Beschreibung
Der vollständig von einer Mauer umschlossene Park liegt am Rande der Siedlung Basilicagoiano. Die Villa, die über eine kleine Straße, an deren erstem Teil verschiedene landwirtschaftliche Nebengebäude liegen, erreichbar ist, liegt in der Mitte des Parks.

### Villa

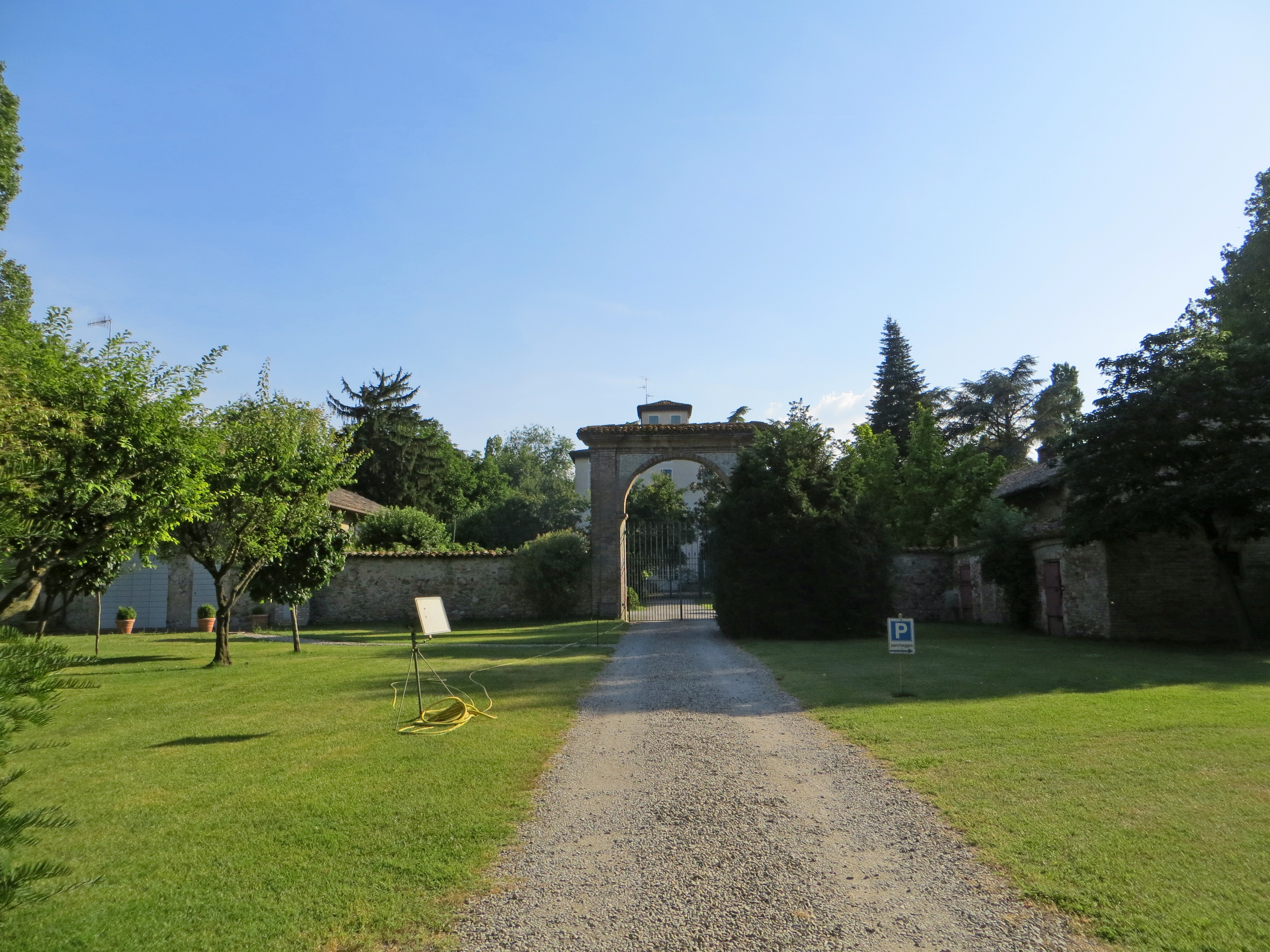
Zufahrtsstraße

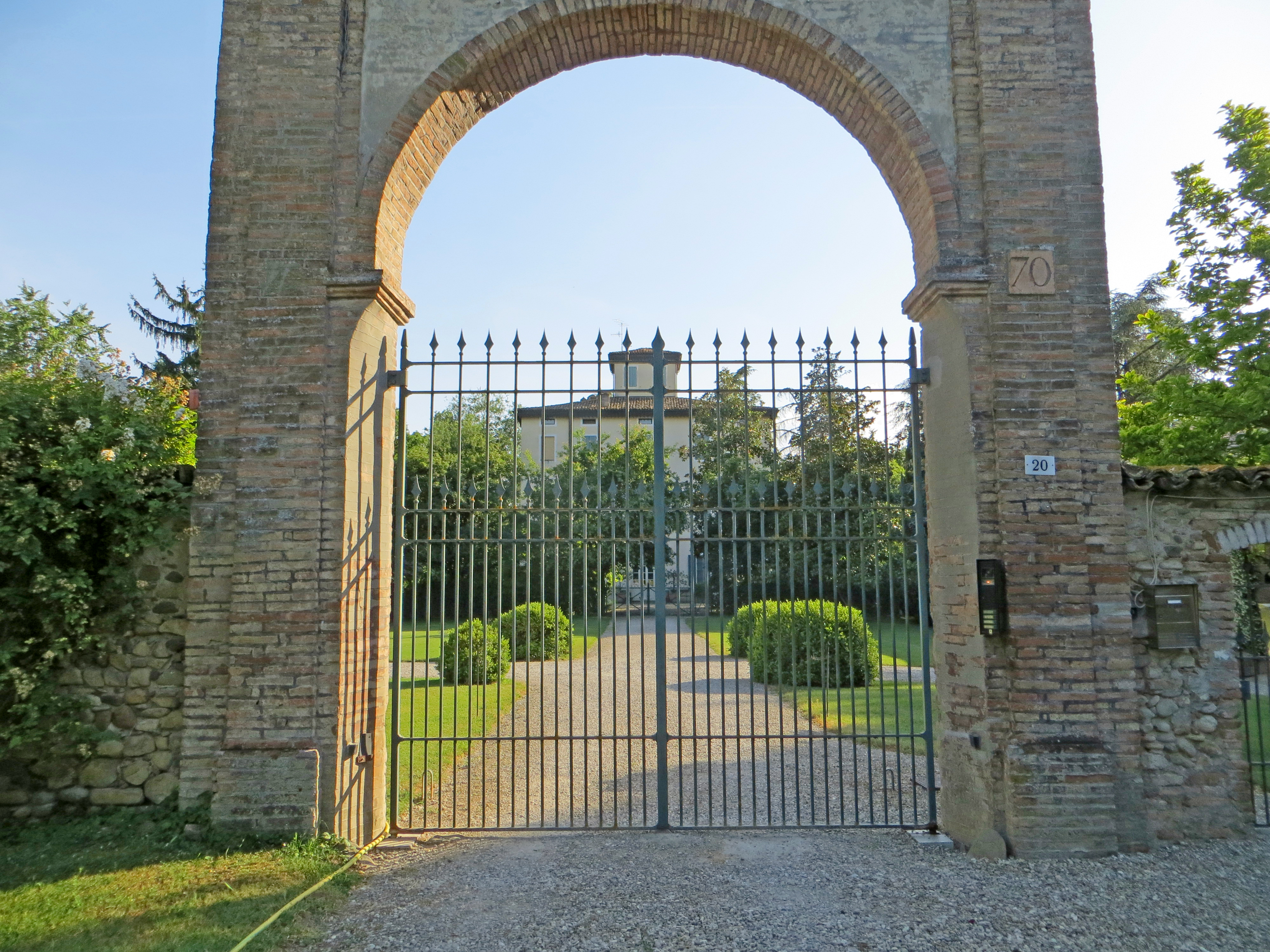
Eingangstor

Das Landhaus hat einen rechteckigen Grundriss und ist über eine Auffahrt von Nordosten zugänglich.
Die hohe, symmetrische und verputzte Fassade erstreckt sich über drei oberirdische Stockwerke und ein Dachgeschoss. In der Mitte sitzt das Eingangsportal mit Rundbogen und darüber, im ersten Obergeschoss, ein kleiner, halbrunder Balkon mit schmiedeeisernem Geländer, in dessen Mitte ein laufender Stier, das Wappen der Familie Borri, angebracht ist. Auf beiden Seiten öffnen sich zwei einfache, rahmenlose Fenster, analog zu denen im 2. Obergeschoss und den kleinen Fenstern im Dachgeschoss.
Ganz oben auf dem Walmdach erhebt sich das Türmchen mit quadratischem Grundriss, an dessen Seiten zwei flankierende Fenster liegen.
Das Innere betritt man durch einen großen Empfangssalon mit Tonnengewölbedecke, die in der Mitte mit einem Fresko aus dem 17. Jahrhundert verziert ist, das „Adonis, von einem Eber getötet und von Afrodite gerettet, die über dem sterbenden Jungen weint“ zeigt. Auf beiden Seiten liegen hinter elegant verzierten Türen verschiedene Räume, darunter die Kapelle mit Fresken am Klostergewölbe und an den Wänden.
In der Mitte des Korridors liegt ein Bogen mit gemischtlinigem Profil gegenüber der Treppe, die ins erste Obergeschoss führt und eine Decke mit einfachen Holzbalken hat.

### Park
Der Park ist vollständig mit einer Mauer umgeben und erstreckt sich über eine trapezförmige Fläche; er hat den Zugang im Nordosten über ein breites Eingangsportal mit Rundbogen aus Mauerziegeln und einem Satteldach.
Auf beiden Seiten des Hofes reihen sich landwirtschaftliche Gebäude auf, die ursprünglich als Stallungen, Scheunen und Bauernhäuser dienten. Die renovierten Scheunen dienen als Empfangssäle.